# Économie de pénurie
 (septembre 2022).

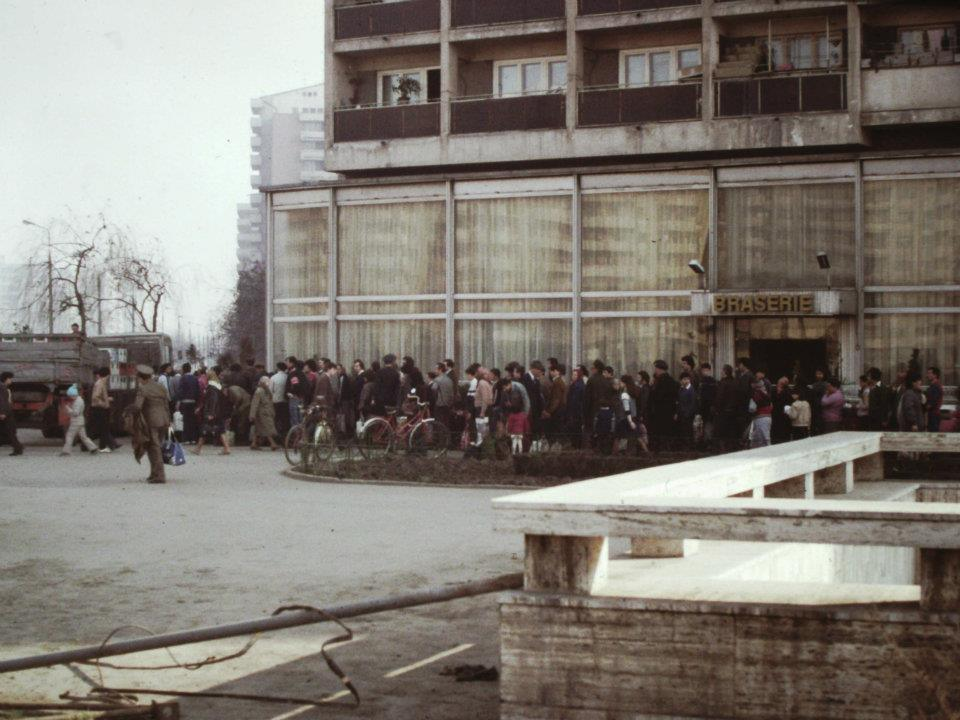
File d'attente pour la distribution d'huile de cuisson à Bucarest en mai 1986.

L'économie de pénurie (polonais : gospodarka niedoboru, hongrois : hiánygazdaság) est une expression inventée par János Kornai, économiste hongrois, pour critiquer le modèle d'économie planifiée dans les États communistes du bloc de l'Est.
En 1980, dans son article « Économie de la pénurie », Kornai avance que les pénuries chroniques qui affectent l'ensemble de l'Europe centrale et orientale à la fin des années 1970 (et qui continuent pendant les années 1980) ne relèvent pas d'une erreur des planificateurs ; au contraire, ces pénuries représentent un dysfonctionnement systémique. Une pénurie de certains articles ne signifie pas nécessairement que leur production a cessé ; cela signifie plutôt que la demande pour cet article excède l'offre disponible à un prix fixé (voir loi de l'offre et de la demande). Cet effet peut provenir d'une grille tarifaire basse, imposée par l'État, qui encourage les consommateurs à demander une quantité supérieure à celle qui est fournie. Toutefois, Kornai se concentre sur le rôle de l'offre réduite et avance qu'elle est la cause sous-jacente des pénuries observées dans le bloc de l'Est pendant les années 1980.

## Définition

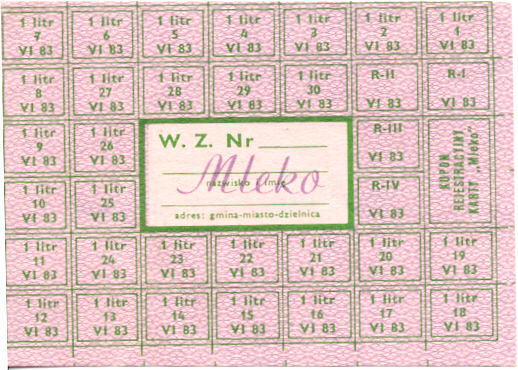
Carte de rationnement pour du lait en 1983 en République populaire de Pologne.

D'après Kornai, les économies de pénurie ont en commun plusieurs caractéristiques. Elles sont toutes sujettes à des pénuries fréquentes, intenses et chroniques. Ces pénuries touchent tous les domaines de l'économie (les biens et services de consommation, les moyens de production et les biens nécessaires à la production). Ces pénuries sont à la fois horizontales et verticales : elles touchent aussi bien l'offre de biens intermédiaires que les biens associés. En outre, aux pénuries se substituent parfois un ralentissement des transactions sur le surplus, quand une quantité trop importante d'un article est disponible (ce qui reflète souvent le décalage chronologique des commandes pour la production d'articles, qui arrivent trop tard).

## Comportement des acheteurs
Kornai décrit plusieurs comportements possibles et résultats individuels susceptibles d'apparaître face à une économie de pénurie. Il est possible que l'article demandé par le consommateur soit disponible en magasin, mais en quantité limitée, ce qui signifie que les consommateurs doivent se mettre en file d'attente pour l'obtenir (en théorie, dans une économie de marché, cette situation se réglerait en général par l'augmentation du prix, qui découragerait les acheteurs). Les files d'attentes entraînent un coût important pour les consommateurs. Dans les économies que Kornai a étudiées, certaines situations entraînent une file d'attente de plusieurs heures par jour pour obtenir l'accès aux produits les plus basiques, c'est-à-dire la nourriture. D'autres biens de consommation requièrent une liste d'attente officielle, où les acheteurs potentiels doivent s'inscrire au moins six mois en avance, voire davantage. Par exemple, dans les années 1980 en URSS, obtenir le droit d'acheter un appartement pouvait prendre jusqu'à dix ou quinze ans.
Une autre situation envisageable est celle où l'article n'est tout simplement pas disponible. Dans ce cas, l'acheteur peut adopter plusieurs conduites : abandonner tout à fait la perspective d'un achat, passer davantage de temps (avec un coût économique implicite) pour chercher davantage l'article, ou acheter un bien de substitution (en). D'après Kornai, l'achat d'un bien de substitution est inévitable. Il est enfin possible que le consommateur finisse par acheter un autre bien, n'ayant aucun rapport avec l'article initial, en raison de l'effet de salaire, dans l'espoir de revendre plus tard cet article dont il n'a pas besoin pour tirer un bénéfice qui lui permettra d'acquérir l'article initial dans l'avenir. Cette décision a pour conséquence d'augmenter la demande pour d'autres biens, simplement parce qu'ils sont disponibles, et peut déclencher une cascade de pénuries dans l'ensemble du système économique.
Les conséquences de ces pénuries sont la substitution forcée parmi des articles qui remplacent imparfaitement celui recherché et l'épargne forcée (en), car les consommateurs ne peuvent faire plein usage de leur pouvoir d'achat. Les conséquences institutionnelles sont la contrainte budgétaire douce (en) : les unités de production dans une économie planifiée s'attendent constamment à voir les autorités centrales renflouer leurs caisses ; la conséquence peut aussi se matérialiser par un comportement paternaliste de la part des planificateurs, qui rejettent l'origine des pénuries sur les consommateurs qui demandent de « mauvais articles » et, sur le plan macroéconomique, la pénurie se traduit par une inflation réprimée car la demande est refoulée.